# 黑手党：终极版
《黑手党：终极版》是由Hangar 13开发，2K Games发行的动作冒险游戏，为2002年游戏《黑手党：失落天堂》的重制版。游戏于2020年5月公布，2020年9月25日在Microsoft Windows、PlayStation 4和Xbox One平台发行。游戏设置在1930年代的虚构城市失落天堂（原型为芝加哥），讲述了出租车司机汤姆·安杰洛在萨列里黑帮家族的浮沉史。游戏获得评论人的普遍好评，剧情、表演和画面被指焕然一新，但动作场面略显过时。

## 游戏玩法
《黑手党：终极版》为原版游戏的完全复刻，采用全新的模型资源及经扩展的剧情从头构建，同时保留了原版的任务及内容。和2002年的原版一样，玩家在游戏的单人战役中控制汤姆·安杰洛（Tommy Angelo），步行或乘车探索世界。重制版首次为此系列引入了摩托车。游戏使用《黑手党III》的玩法机制，另外增加“经典难度”（Classic Difficulty）模式，玩家在该模式中将以最高难度进行游戏，需要计划使用弹药，另外要应付警察对各类犯罪行为所做的反应，这一点和2002年的原版一致。
除了主线剧情模式，游戏还仿照原版增加“自由驾驶”（Free Ride），玩家可以自由探索城市，不受任务目标约束。然而，游戏将原版的“自由驾驶”和“极限自由驾驶”（Free Ride Extreme）两种模式合并到一起，极限模式中诡异、超常规的支线任务融入其中，作为隐藏的秘密供玩家发现。

## 开发
2020年5月13日，2K Games公布《黑手党：失落天堂》的重制版，题为《黑手党：终极版》，该作品将和《黑手党II》的數位修復版和《黑手党III》的更新版，共同作为重制系列《黑手党：三部曲》（Mafia: Trilogy）的作品。《失落天堂》的重制版由Hangar 13开发，采用“经扩展的剧情、游戏玩法和原创配乐”。Hangar 13布拉格和布尔诺工作室的200多名员工，以及布莱顿和诺瓦托人数未知的员工参与该项目。游戏的玩法预告片显示，作品采用Hangar13的专利游戏引擎，效能自《黑手党III》以来得到更新。游戏于2020年9月25日在Xbox One、PlayStation 4和Microsoft Windows在发布。游戏原定于8月28日发行，后因2019冠状病毒病疫情推迟，而疫情为游戏的开发到主题曲的录制过程带来了挑战。为遵守保持人身距離的规定，管弦乐团的人员分批参与录音，到了后期制作再混音。
游戏的英语配音采用全新团队制作，其中澳大利亚意大利裔演员安德鲁·邦吉诺（Andrew Bongiorno）为汤米·安杰洛配音、造型及动作捕捉。Hangar 13主席哈登·布莱克曼（Haden Blackman）表示：“由于我们的电影画面仰赖动作捕捉数据，配音和实体表演对我们来说很重要”，开发团体希望演员不只是“露个脸”，还要在动作捕捉间和配音间有出色的表现。相反，捷克语配音则找来2002年原版配音团队中大多数健在成员，其中马雷克·瓦舒特再度为汤米配音。
重制版的另一个主要改变是重新设计的场景，为此开发团队参考了第一次世界大战过后二十世纪二三十年代美国城市的风格，改善了城市各区域的氛圍和美学设计，修改了部分地方，重命名了一些区域。例如，原版唐人街的环境得到重置，玩家从建筑风格及环境装饰中便一眼知道这是华人移民聚居的地方。街道布局也被修改，包括使得驾驶体验更流畅的弯道和交汇处、新增的捷径和小巷、位置变更的建筑物，还有新加入的地标，由此一来玩家就不用像原版一样，每次去目的地都走相同的路线。Hanger 13的开发人员利用被称为热图的专业数据地图绘制系统，观察玩家的驾驶路线，评估更改方案。另外，玩家还可以在地图中找到《黑面具》、《超科学故事》、《一角侦探杂志》（Dime Detective Magazine）和《惊悚故事》等杂志部分期刊的封面，以及根据原版传说改编的虚拟收藏品，包括《黑帮月刊》（Gangsters Monthly）连环漫画和刊有《黑手帮》系列角色形象及其背景故事的香烟卡。

## 评价
汇总媒体Metacritic显示游戏获得评论人的普遍好评。
《Destructoid》打出9/10的评分，指游戏创下“优秀的标志，或许有瑕疵，但瑕不掩瑜，无伤大雅”。IGN打出8/10分，认为彻底重新打造的游戏凭借全新的阵容、卓越的驾驶模型及充满1930年代气氛的写实城市，表现出色，如同馅料满满的香炸奶酪卷。
《GameSpot》打出6/10，表扬剧情和表演，但批评动作场面略显过时。《Game Informer》打出5.5/10，认为Hangar 13的重制版“几乎非常忠实于原著”，“将按照现代标准已经老得发霉的作品奉上光鲜亮丽的结局”。